# Мљет
Мљет (лат. Melita, итал. Meleda) је осмо по величини острво у хрватском делу Јадранског мора, једно од највећих јужнодалматинских острва те уједно најјужније и најисточније од већих хрватских острва. Мљет је највеће острво у дубровачком архипелагу. Налази се у непосредној близини Дубровника, Корчуле, Елафитских острва, а од полуострва Пељешца га дели Мљетски канал
Због истог назива у римским, а касније у списима на латинском језику, Мљет је кроз историју врло често био замењиван острвом Малтом те се данас две светски познате легенде о бродоломима Хомеровог Одисеја и св. Павла (без обзира на навод у Делима апостолским 27.39-28.11 у којем се недвосмислено каже како се бродолом догодио док су пловили Адриом и без обзира што на Малти никад нису постојале змије отровнице, а на Мљету су истребљене довођењем мунгоса) приписују већој и светски познатијој Малти. Као подсетник да би древна Огигија могао бити и Мљет, данас на острву постоје Одисејева шпиља, хрид св. Павла као и заветна црквица у источном делу острва. Једнако тако, без обзира што хрватски кинолози и историчари ветерине сматрају како малтезер потиче с Мљета, што признаје већина кинолошких стручњака који се позивају на Калимаха Кирењанина, Плинија Старијега и Стефана Византинца и то се данас чешће приписује Малти.
Мљет је острво шароликог животињског света и изворних шума алепског бора, бора пиније и храста црнике. Сматра се најпошумљенијим и најзеленијим хрватским острвом, чији је западни део заштићен као први јадрански национални парк, а источни део као резерват природних реткости.
Већих насеља на Мљету нема највише због лоше економске развијености острва што је резултовало перманентним исељавањем млађег становништва. Становници острва Мљета зову се Мљећани и Мљећке (често се погрешно наводи израз Мљећанке). Према попису становника из 2001. године, 99% становника су Хрвати, 96% становника су католици. На Мљету (као и на Елафитима) говори се штокавским наречјем и то ијекавским говором.

## Општи подаци
Мљет се налази у дубровачком архипелагу и његово је највеће острво. Површина му износи 100,4 км² (или 98,015857 км²). Издуженог је облика јер је дуг 37 километара, а широк само 3 километра. Од полуострва Пељешца га дели Мљетски канал. Протеже се у смеру северозапад – југоисток. Сматра се најшумовитијим острвом на Јадрану, више од 70% површине је покривено шумама, а унутар националног парка покривеност прелази и 90%, због тога и има надимак најзеленије острво Хрватске.

## Рељеф
Мљет се налази унутар изобате од 100 метара што показује да је некад био саставни дио суседног копна, као и сва хрватска острва. Рељеф острва има разнолик изглед. Највиши врх је Велики град (514 м), али и многи врхови прелазе 300 метара. Уздуж острва постоје многе крашке удолине (Полачко, Ивање, Блатско и Кнеже поље), те стотињак мањих долова. На крајњем северозападном делу острва је потопљена удолина с Великим и Малим језером. Око Мљета има више острвца и гребена.
Литолошки састав Мљета је прилично једноставан. Грађен је од кредних кречњака и доломита. Неки стручњаци тврде како на Мљету постоје предели с вулканским стенама. Геолошки најстарији делови острва, горњојурске наслаге, се налазе на релативно уској зони у средишњем делу јужне обале.
Мљетска је обала врло разуђена. Посебно се истичу северозападне обале, увале Ластовска и Помена, залив Полаче) и југоисточне обале (Саплунара).

## Клима
Мљет припада медитеранском климатском подручју па су лета сува и дуга, док су зиме кишовите и благе. Пролетно – летње раздобље је најчешће обележено сувим, топлим, сунчаним и ведрим временом, док киша пада само у случају невремена или јаког јужног ветра. У летњим месецима најчешћи ветар је маестрал. Јесење – зимско време је прилично свеже јер дува јака бура. Кише су честе због изложености јужним ветровима. Температура се ретко спушта испод нуле, а снег у правилу падне једном у десет година.

## Историја
Острва Јадранског мора по свом природном положају су одувек гравитирала Средоземљу, али и непосредном динарском залеђу, одакле су дошли и први становници на Мљет.
Српски владар, 51. по реду - Деса (умро око 1163), отац Немањин, "бијаше веома пригнут католичанскому верозакону" саградио је манастир на острву Мљету (Млиту) посвећен Пресветој Богородици.
Стефан Првовенчани српски краљ је манастиру на Мљету даровао велике приходе и прикључио више места, попут Отока, Бабиног Поља, Јањине, Попова, те још три цркве. Све је то чинило метох Богородичиног манастира. Српски цар Стефан Душан је повељом од 10. априла 1357. године поклонио Дубровнику, острво Мљет са православним манастиром Пресвете Богородице. Постоји Повеља манастиру Свете Богородице на Мљету из 13. века.

## Биљни и животињски свет
Око 72% површине заузимају шуме, па се Мљет убраја међу најшумовитија острва на Јадрану. Шумски покров, нарочито у западном делу острва, с комплексом бујне средоземне вегетације, заштићен је као саставни део Националног парка Мљет. Овај јединствени национални парк на подручју јадранских острва, заједно са Језерима обухвата 3.100 ha тј трећину острва Мљета.
Источни део острва у подручју Саплунаре с пешчаним плажама и шумама алепског бора и пинија проглашен је резерватом природних реткости.
Од животињских врста на Мљету су најзаступљеније куна белица, дивља мачка, миш, пух, јеж, жаба, обична чанчара, мали скакавци, бројне птице (кос, дивљи голуб, домаћи врабац, галеб, соко и др.) белоушка и слепић. До Првог светског рата на Мљету је било и змија отровница, али је аустријска шумарија 1911. година на Мљет довела неколико парова индијског сивог мунгоса па су змије отровнице потпуно истребљење с острва. Осим мунгоса, на Мљет су још доведени и јелени, муфлони, дивље свиње, зечеви, јаребице и фазани. Једино су се јелени и дивље свиње успели размножити у довољно великом броју.
Уз обалу се налазе богата ловишта плаве и беле рибе, а подморје је богато и јастозима, раковима и хлаповима. На већим дубинама живе разни корали, од којих су најпознатији црвени и камени корал. Уз спољашње, јужне обале Мљета, пре је било и станиште средоземне медведице

Већа места на њему су Бабино Поље (управно средиште), Полаче, Пристаниште (у којима се налази управа Националног парка Мљет), Помена (унутар националног парка, ту је смештен тренутно једини хотел на острву) и Собра (трајектна лука).